# Hiroki Abe (Leichtathlet)
Hiroki Abe (japanisch 阿部 弘輝 Abe Hiroki; * 19. November 1997 in Sukagawa) ist ein japanischer Langstreckenläufer.

## Sportliche Laufbahn
Erste internationale Erfahrungen sammelte Hiroki Abe 2016 bei den U20-Weltmeisterschaften in Bydgoszcz, bei denen er im 5000-Meter-Lauf mit 14:27,70 min in der ersten Runde ausschied. 2019 belegte er bei den Asienmeisterschaften in Doha in 29:17,47 min Rang sechs im 10.000-Meter-Lauf und gewann anschließend über dieselbe Distanz in 29:30,01 min die Silbermedaille bei der Sommer-Universiade in Neapel hinter dem Südafrikaner Mokofane Milton Kekana.

## Persönliche Bestleistungen
- 5000 Meter: 13:42,46 min, 3. Dezember 2017 in Yokohama
- 10.000 Meter: 27:56,45 min, 24. November 2018 in Machida